# Leeds United Television
Leeds United Television eller LUTV är en engelsk internet-baserad betal-TV kanal som ägs och drivs av fotbollsklubben Leeds United AFC.
Programutbudet är fokuserat på nyheter, matchreferat i radio och TV, höjdpunkter och intervjuer relaterat till klubben.